# Harald von Mendelssohn
Harald von Mendelssohn (* 15. Januar 1911 in Kopenhagen, Dänemark; † 13. Januar 2008 in Kopenhagen) war ein deutsch-dänischer Schriftsteller und Journalist.

## Leben
Er gehörte zur deutsch-jüdischen Kaufmanns-, Gelehrten- und Künstlerfamilie Mendelssohn aus Jever, die auf Moses Mendelssohn (nicht identisch mit dem gleichnamigen Philosophen) zurückgeht. Sein Cousin war der Publizist Peter de Mendelssohn.
Mendelssohn wurde in Kopenhagen als Sohn des deutschen Schriftstellers Erich von Mendelssohn (1887–1913) und der Dänin Gerda Schack-Schou (1888–1971) geboren. Nach Studienaufenthalten in Frankreich und den USA arbeitete er in der außenpolitischen Redaktion der „Frankfurter Zeitung“. Im Frühjahr 1934 emigrierte er nach Dänemark, hatte Verbindung zum Widerstandskreis um Carl Friedrich Goerdeler und musste im Oktober 1943 nach Schweden fliehen. Nach dem Krieg kehrte er nach Kopenhagen zurück.
Von 1939 bis 1963 gehörte er der dänischen Presseagentur Ritzau und bis 1974 der Associated Press in Kopenhagen an. Daneben war er Mitarbeiter des dänischen Rundfunks. Jahrzehntelang betrieb er private historische und religionswissenschaftliche Studien, als deren Ergebnis er 1981 das Buch Jesus – Rebell oder Erlöser. Die Geschichte des frühen Christentums veröffentlichte. 1995 veröffentlichte er eine Biografie über den dänischen Philosophen Søren Kierkegaard: Søren Kierkegaard. Ein Genie in einer Kleinstadt.

## Werke
- Jesus – Rebell oder Erlöser. Die Geschichte des frühen Christentums, Verlag Hoffmann und Campe, Hamburg 1981, ISBN 3-455-08824-4
- Søren Kierkegaard. Ein Genie in einer Kleinstadt, Verlag Klett-Cotta, Stuttgart 1995, ISBN 3-608-91666-0